# Dresano
Dresano is een gemeente in de Italiaanse metropolitane stad Milaan (regio Lombardije) en telt 2533 inwoners (31-12-2004). De oppervlakte bedraagt 3,5 km², de bevolkingsdichtheid is 780 inwoners per km².

## Demografie
Dresano telt ongeveer 988 huishoudens. Het aantal inwoners steeg in de periode 1991-2001 met 0,3% volgens cijfers uit de tienjaarlijkse volkstellingen van ISTAT.
| Jaar | Inwoneraantal |
| ---- | ------------- |
| 1991 | 2334          |
| 2001 | 2342          |

## Geografie
Dresano grenst aan de volgende gemeenten: Mediglia, Tribiano, Mulazzano (LO), Colturano, Vizzolo Predabissi en Casalmaiocco (LO).

## Galerij

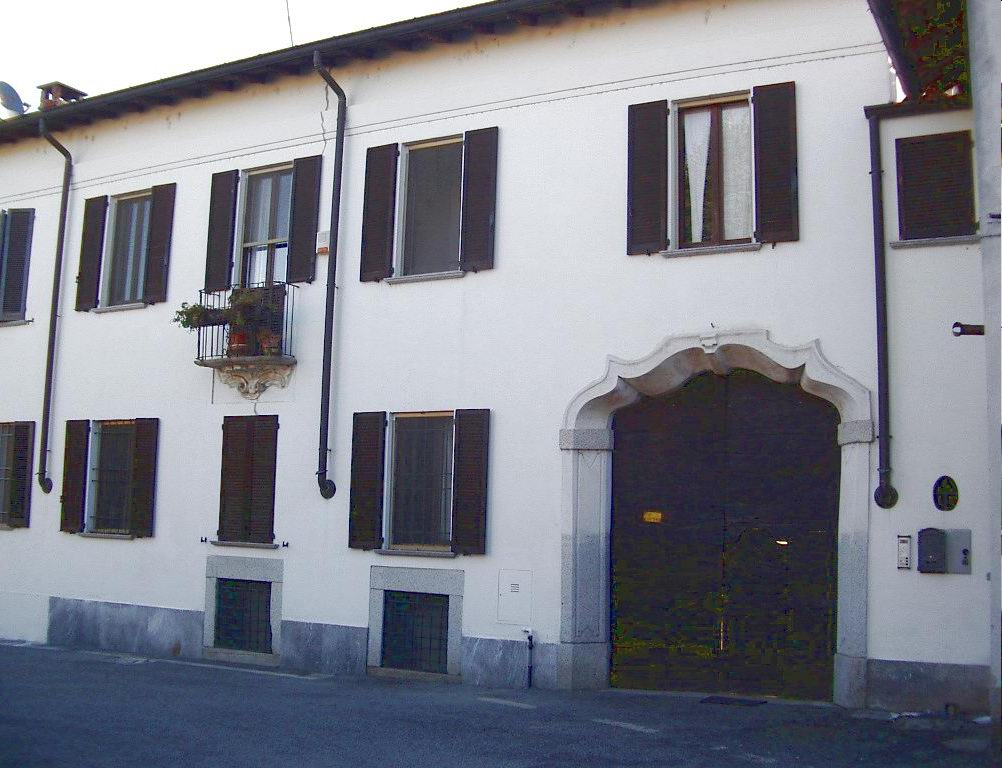
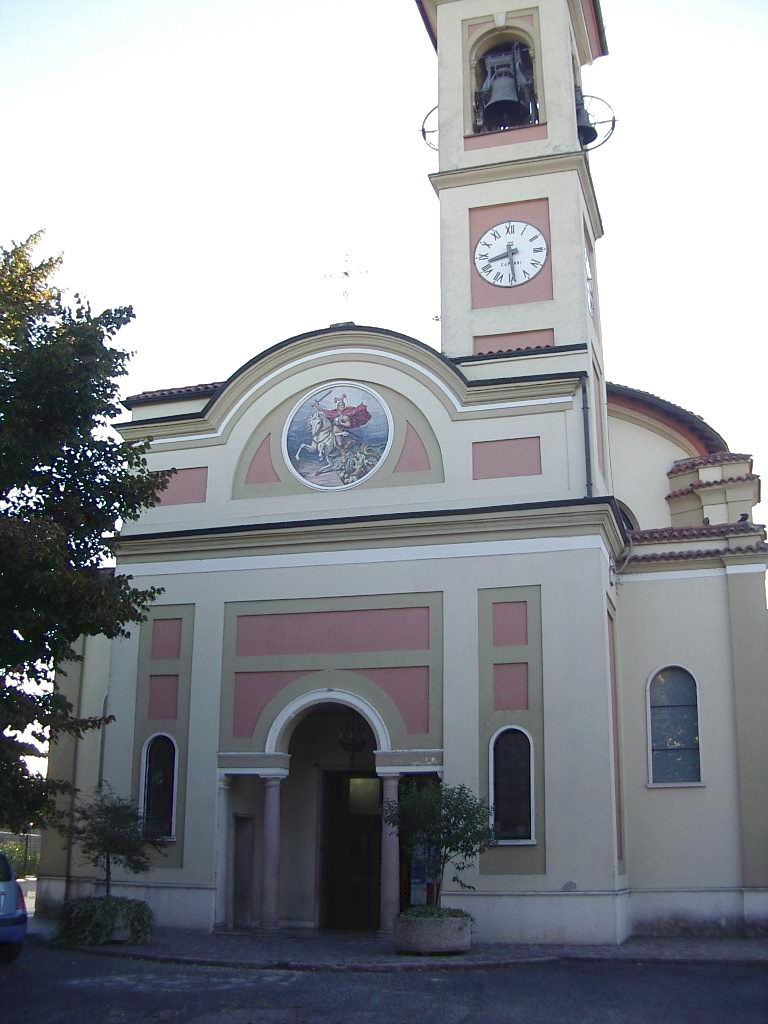
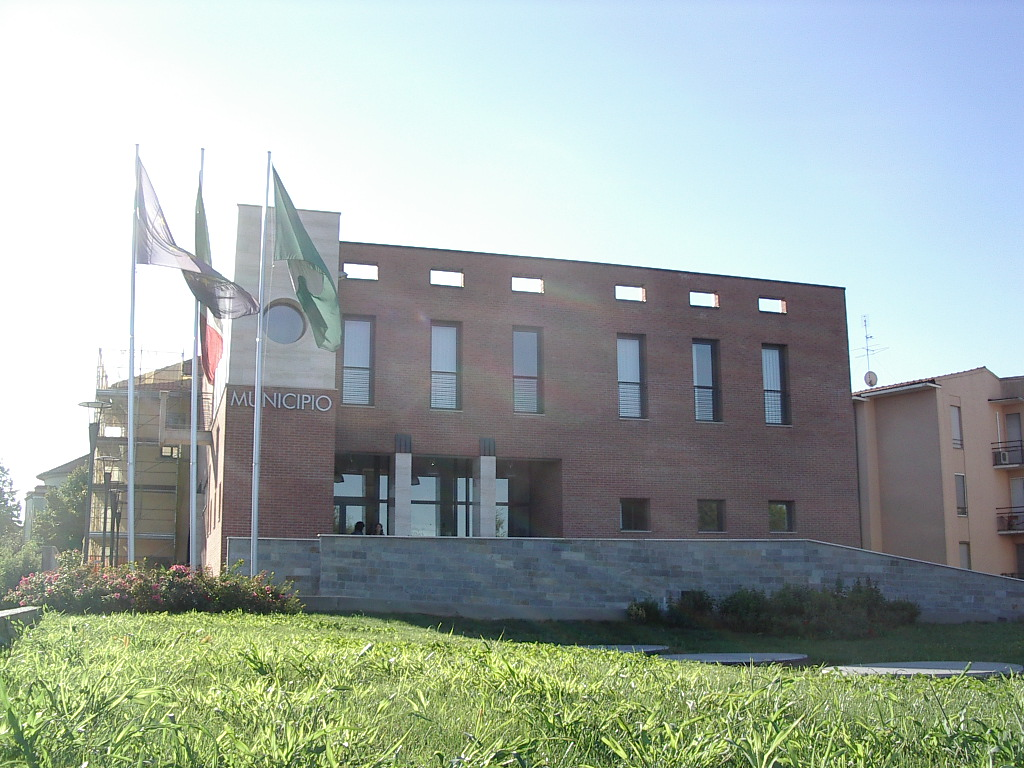

## Geboren
- Francesco Acerbi (10 augustus 1988), voetballer

Abbiategrasso · Albairate · Arconate · Arese · Arluno · Assago · Baranzate · Bareggio · Basiano · Basiglio · Bellinzago Lombardo · Bernate Ticino · Besate · Binasco · Boffalora sopra Ticino · Bollate · Bresso · Bubbiano · Buccinasco · Buscate · Bussero · Busto Garolfo · Calvignasco · Cambiago · Canegrate · Carpiano · Carugate · Casarile · Casorezzo · Cassano d'Adda · Cassina de' Pecchi · Cassinetta di Lugagnano · Castano Primo · Cernusco sul Naviglio · Cerro Maggiore · Cerro al Lambro · Cesano Boscone · Cesate · Cinisello Balsamo · Cisliano · Cologno Monzese · Colturano · Corbetta · Cormano · Cornaredo · Corsico · Cuggiono · Cusago · Cusano Milanino · Dairago · Dresano · Gaggiano · Garbagnate Milanese · Gessate · Gorgonzola · Grezzago · Gudo Visconti · Inveruno · Inzago · Lacchiarella · Lainate · Lengano · Liscate · Locate di Triulzi · Magenta · Magnago · Marcallo con Casone · Masate · Mediglia · Melegnano · Melzo · Mesero · Milaan · Morimondo · Motta Visconti · Nerviano · Nosate · Novate Milanese · Noviglio · Opera · Ossona · Ozzero · Paderno Dugnano · Pantigliate · Parabiago · Paullo · Pero · Peschiera Borromeo · Pessano con Bornago · Pieve Emanuele · Pioltello · Pogliano Milanese · Pozzo d'Adda · Pozzuolo Martesana · Pregnana Milanese · Rescaldina · Rho · Robecchetto con Induno · Robecco sul Naviglio · Rodano · Rosate · Rozzano · San Colombano al Lambro · San Donato Milanese · San Giorgio su Legnano · San Giuliano Milanese · San Vittore Olona · San Zenone al Lambro · Santo Stefano Ticino · Sedriano · Segrate · Senago · Sesto San Giovanni · Settala · Settimo Milanese · Solaro · Trezzano Rosa · Trezzano sul Naviglio · Trezzo sull'Adda · Tribiano · Truccazzano · Turbigo · Vanzaghello · Vanzago · Vaprio d'Adda · Vermezzo · Vernate · Vignate · Villa Cortese · Vimodrone · Vittuone · Vizzolo Predabissi · Zelo Surrigone · Zibido San Giacomo
1. ↑  https://demo.istat.it/?l=it.